# Wolfgang Baumgart (Germanist)
Wolfgang Baumgart (geboren 26. Juli 1910 in Berlin; gestorben 8. Februar 2000) war ein deutscher Germanist und Theaterwissenschaftler.

## Leben
Wolfgang Baumgart war ein Lehrersohn. Er studierte Philologie, Volkskunde und Deutsche Literaturgeschichte in Berlin, Heidelberg und Freiburg im Breisgau und wurde 1935 in Heidelberg mit der Dissertation Der Wald in der deutschen Dichtung promoviert. 1939 wurde er wissenschaftliche Hilfskraft und 1941 Assistent beim Literaturhistoriker Paul Merker an der Universität Breslau. Er habilitierte sich dort 1944 für die Fächer deutsche Literaturgeschichte und Theatergeschichte mit der Arbeit Die schlesische Dichtung als Ausdruck der Kulturkräfte des schlesischen Raumes und wurde zum Privatdozenten ernannt. Baumgart war Mitglied im NSKK und seit 1938 Rottenführer. Er beantragte am 4. Dezember 1939 die Aufnahme in die NSDAP und wurde zum 1. Februar 1940 aufgenommen (Mitgliedsnummer 7.463.543). 1944 wurde er zur Wehrmacht eingezogen.
Nach dem Zweiten Weltkrieg vertrat Baumgart ab 1946 kommissarisch den Lehrstuhl für neuere deutsche Literatur an der Universität Erlangen, wo er auch das Festival der Studentenbühnen im barocken Markgrafentheater organisierte. 1950 wurde er in Erlangen zum außerplanmäßigen Professor ernannt.
Zum Sommersemester 1958 wurde Baumgart als außerordentlicher Professor auf den Lehrstuhl für Theaterwissenschaft an der Freien Universität berufen und leitete das Institut für Theaterwissenschaft. 1962 wurde er ordentlicher Professor, im Jahr 1975 wurde er emeritiert und zog wieder nach Erlangen.
Baumgart arbeitete an der Gedenkausgabe der Werke Goethes des Artemis Verlags mit, für die er die Theaterromane Goethes (Theatralische Sendung, Lehrjahre) herausgab. Er war Mitglied im literarischen Beirat des Pegnesischen Blumenordens.

## Schriften (Auswahl)
- Der Wald in der deutschen Dichtung (= Schlesienbändchen. 15, ZDB-ID 533024-5). de Gruyter, Berlin u. a. 1936, (de Gruyter Mouton Berlin u. a. 2020, ISBN 978-3-11-118630-6).
- Goethe und Schlesien (= Schlesienbändchen. 14, ZDB-ID 1083153-8). Schlesien-Verlag, Breslau 1940.
- Hermann Stehr. = Hermann Stehr und sein Werk. Gauverlag NS.-Schlesien, Breslau 1941.
- Schlesische Dichtung. Ausstellung veranstaltet vom Reichspropagandaamt Niederschlesien und der Schlesischen Gesellschaft. s. n., Breslau 1942.
- Carl von Holtei (1798–1880). In: Schlesien. Band 3, Nummer 3, 1958, ISSN 0036-6153, S. 97–100, (Sonderabdruck. Verlag Kulturwerk Schlesien, Würzburg 1958).